# Уексфорд (окръг, Мичиган)
Окръг Уексфорд (на английски: Wexford County) е окръг в щата Мичиган, Съединени американски щати. Площта му е 1492 km², а населението - 30 484 души (2000). Административен център е град Кадилак.